# RSKイブニングニュース
『RSKイブニングニュース』（アールエスケー・イブニングニュース）は、RSK山陽放送（RSKテレビ）で放送されている夕方のローカルワイドニュース番組である。
この項では2005年3月28日に『RSKイブニングニュース』と改題されて以後について触れる。2005年3月27日以前については『山陽TVイブニングニュース』の項を参照のこと。

## 概要
1971年10月に『山陽TVイブニングニュース』の番組名で放送を開始した、岡山・香川エリアの内容を中心に伝えるローカルニュース番組である。2005年4月改編でタイトルの冠を「山陽TV」から「RSK」へ改題した。後述の2011年に番組開始40周年記念特番「40歳のイブニングニュース」を放送しており、山陽放送は『イブニングニュース』をひとつの長寿番組としている。番組開始当初から、オープニングに「山陽放送・山陽新聞」のクレジットを入れており、山陽新聞社の協賛とニュース素材協力を得ていた。
山陽放送が地上デジタルテレビ放送のサイマル放送での試験放送を開始した2006年10月16日以降は、ハイビジョン放送となっている。
岡山・香川エリアのニュース以外にも時折中四国のJNN系各局からの企画特集も組まれたり、また変わったところでは中近東からのリポートも伝えられる。こちらは山陽放送が2012年3月までエジプト・カイロに支局を設けていた関係からであり、2011年2月発生したエジプトの反政府デモではトップニュースで伝えられた。また、全国・世界の重大ニュースについても当番組でも取り上げることがある（2010年11月23日の韓国・延坪島砲撃事件など）。また、番組内で内閣総理大臣などの記者会見を中継することがある。

## 放送時間
全て日本時間 (JST)で表記。
| 期間                                                                      | 期間      | 平日                   | 土曜日                 | 日曜日                |
| ------------------------------------------------------------------------- | --------- | ---------------------- | ---------------------- | --------------------- |
| 2005.3.28                                                                 | 2006.4.2  | 18:16 - 18:55（39分）  | 17:00 - 17:45（45分）1 | 17:20 - 17:30（10分） |
| 2006.4.3                                                                  | 2007.4.1  | 18:16 - 18:55（39分）  | 17:45 - 17:55（10分）  | 17:20 - 17:30（10分） |
| 2007.4.2                                                                  | 2008.3.30 | 18:16 - 18:55（39分）  | 17:45 - 18:00（15分）  | 17:20 - 17:30（10分） |
| 2008.3.31                                                                 | 2009.3.29 | 18:16 - 18:55（39分）  | 17:00 - 17:15（15分）  | 17:50 - 18:00（10分） |
| 2009.3.30                                                                 | 2009.9.27 | 18:05 - 18:45（40分）2 | 17:00 - 17:15（15分）  | 17:50 - 18:00（10分） |
| 2009.9.28                                                                 | 2010.3.28 | 18:00 - 18:40（40分）  | 17:15 - 17:30（15分）  | 17:50 - 18:00（10分） |
| 2010.3.29                                                                 | 2011.9.25 | 18:15 - 19:00（45分）  | 17:15 - 17:30（15分）  | 17:50 - 18:00（10分） |
| 2011.9.26                                                                 | 2014.3.30 | 18:15 - 19:00（45分）  | 17:15 - 17:30（15分）  | （放送なし）          |
| 2014.3.31                                                                 | 2019.9.28 | 18:15 - 18:50（35分）  | 17:15 - 17:30（15分）  | （放送なし）          |
| 2019.9.30                                                                 | 2020.3.28 | 18:15 - 19:00（45分）  | 17:15 - 17:30（15分）  | （放送なし）          |
| 2020.3.30                                                                 | 現在      | 18:15 - 18:50（35分）  | 17:15 - 17:30（15分）  | （放送なし）          |
| - 1 『ニュースワイドTAKE5』として放送。 - 2 『総力報道!THE NEWS』に内包。 |           |                        |                        |                       |

- 2009年9月28日から2010年3月26日まで、平日は前枠の『イブニングDonDon』のローカルパート終了時（17:50から20 - 30秒間）に当番組のキャスターが登場して当番組の予告を伝え、その後『イブニングDonDon』に内包扱いでTBSから『イブニングワイド』の「きょうのニュース」コーナーを同時ネットした後当番組に接続していた。
- 2011年10月より、日曜版については『Nスタ』に内包され、17:45 - 17:54に5分間エリアのニュースを伝える形になった。
- 2014年3月31日より、平日版の天気予報コーナーが独立番組『笑味ちゃん天気予報』として放送されるため、当番組は10分短縮されたが、2019年9月30日からは『笑味ちゃん天気予報』を当番組に内包することになったことに伴い、放送時間も45分間に戻ったが2020年3月30日から笑味ちゃん天気予報が再び独立番組になったため再び10分短縮された。
- 土曜日は当番組の中で岡山・香川のニュース・天気予報を伝え切るため、後座番組『報道特集』のローカル枠では関東ローカルのニュースと全国の天気予報を差し替え無しでそのまま放送している。ただし、毎年春・秋の改編期特番『オールスター感謝祭』やスポーツ中継などにより『報道特集』が繰り上げ放送される場合は当番組が休止となるため、『報道特集』のローカル枠で代替の岡山・香川のニュース・天気予報を放送する。

## 出演者
現在の出演者はコメンテーターの春川を除き全てRSKアナウンサーである。

### キャスター
担当する曜日以外においても、取材VTRや中継で出演する場合がある。
平日
坂井亮太は入社してから半年と当時で前例が無い早さでキャスターに就任している。過去には岡田美奈子も入社2年目でキャスターに就任していた。
- 坂井亮太（2019年9月30日 - ）（2020年4月から木曜、金曜、2021年3月5日 - 2022年9月30日は平日スポーツ担当、2022年4月4日 - 2022年9月26日は月曜担当、2023年4月から月曜 - 木曜担当）
- 宮武将吾（RSKアナウンサー兼報道部記者、2011年4月 - 2013年9月を月曜 - 水曜担当、2023年4月から金曜担当）
- 杉澤眞優（2023年4月 - ）（2023年4月から月曜　- 木曜担当）
- 千神彩花（2023年4月 - ）（2023年4月から金曜・土曜・日曜担当）

スポーツ（平日）
リポーター 
- 千神彩花（2021年1月 - ）

### コメンテーター
- 春川正明（フリージャーナリスト、元読売テレビ解説委員長。2023年4月3日 - 　月・火・水）

### 過去の出演者
キャスター
| 期間      | 期間       | 男性       | 男性       | 男性     | 男性     | 女性        | 女性       | 女性       |
| 期間      | 期間       | 月曜・火曜 | 水曜       | 木曜     | 金曜     | 月曜 - 水曜 | 木曜       | 金曜       |
| --------- | ---------- | ---------- | ---------- | -------- | -------- | ----------- | ---------- | ---------- |
| 2005.3.28 | 2006.3.31  | 石田好伸   | 石田好伸   | 石田好伸 | 石田好伸 | 河原祥子    | 河原祥子   | 河原祥子   |
| 2006.4.3  | 2007.3.23  | 国司憲一郎 | 近藤季樹   | 近藤季樹 | 近藤季樹 | 河原祥子    | 河原祥子   | 河原祥子   |
| 2007.3.26 | 2008.3.28  | 米澤秀敏   | 近藤季樹   | 近藤季樹 | 近藤季樹 | 河原祥子    | 河原祥子   | 河原祥子   |
| 2008.3.31 | 2009.3.27  | 武田博志   | 武田博志   | 武田博志 | 武田博志 | 河原祥子    | 河原祥子   | 河原祥子   |
| 2009.3.30 | 2009.9.25  | 武田博志   | 武田博志   | 米澤秀敏 | 米澤秀敏 | 河原祥子    | 河原祥子   | 河原祥子   |
| 2009.9.28 | 2010.3.26  | 武田博志   | 武田博志   | 米澤秀敏 | 米澤秀敏 | 辻文香      | 河原祥子   | 河原祥子   |
| 2010.3.29 | 2011.4.1   | 国司憲一郎 | 国司憲一郎 | 米澤秀敏 | 米澤秀敏 | 辻文香      | 辻文香     | 辻文香     |
| 2011.4.4  | 2011.5.27  | 宮武将吾   | 宮武将吾   | 米澤秀敏 | 米澤秀敏 | 辻文香      | 大寺かおり | 大寺かおり |
| 2011.5.30 | 2011.9.30  | 宮武将吾   | 宮武将吾   | 米澤秀敏 | 米澤秀敏 | 大寺かおり  | 辻文香     | 辻文香     |
| 2011.10.3 | 2013.3.29  | 宮武将吾   | 宮武将吾   | 米澤秀敏 | 米澤秀敏 | 大寺かおり  | 大寺かおり | 大寺かおり |
| 2013.4.1  | 2013.9.27  | 宮武将吾   | 宮武将吾   | 宮武将吾 | 米澤秀敏 | 大寺かおり  | 大寺かおり | 小尾渚沙   |
| 2013.9.30 | 2014.3.28  | 石田好伸   | 石田好伸   | 米澤秀敏 | 米澤秀敏 | 小尾渚沙    | 田中愛     | 田中愛     |
| 2014.3.31 | 2015.9.25  | 石田好伸   | 石田好伸   | 米澤秀敏 | 米澤秀敏 | 田中愛      | 田中愛     | 田中愛     |
| 2015.9.28 | 2016.9.30  | 石田好伸   | 石田好伸   | 米澤秀敏 | 米澤秀敏 | 守口香織    | 守口香織   | 守口香織   |
| 2016.10.3 | 2017.3.31  | 石田好伸   | 石田好伸   | 石田好伸 | 石田好伸 | 守口香織    | 守口香織   | 守口香織   |
| 2017.4.3  | 2018.3.30  | 竹内大樹   | 竹内大樹   | 竹内大樹 | 竹内大樹 | 守口香織    | 守口香織   | 守口香織   |
| 2018.4.2  | 2019.3.29  | 竹内大樹   | 竹内大樹   | 竹内大樹 | 米澤秀敏 | 岡田美奈子  | 岡田美奈子 | 岡田美奈子 |
| 2019.4.1  | 2019.9.27  | 竹内大樹   | 竹内大樹   | 竹内大樹 | 武田博志 | 岡田美奈子  | 岡田美奈子 | 廣瀬麗奈   |
| 2019.9.30 | 2020.3.27  | 坂井亮太   | 坂井亮太   | 坂井亮太 | 坂井亮太 | 岡田美奈子  | 岡田美奈子 | 岡田美奈子 |
| 2020.3.30 | 2020.12.25 | 田中大貴   | 田中大貴   | 坂井亮太 | 坂井亮太 | 岡田美奈子  | 岡田美奈子 | 武田彩佳   |
| 2021.1.4  | 2021.12.27 | 石田好伸   | 石田好伸   | 石田好伸 | 石田好伸 | 岡田美奈子  | 岡田美奈子 | 武田彩佳   |
| 2022.1.4  | 2023.3.31  | 坂井亮太   | 坂井亮太   | 坂井亮太 | 石田好伸 | 杉澤眞優    | 杉澤眞優   | 谷口笑子   |
| 2023.4.3  | 現在       | 坂井亮太   | 坂井亮太   | 坂井亮太 | 宮武将吾 | 杉澤眞優    | 杉澤眞優   | 千神彩花   |

笑味ちゃん天気予報（平日）
- 千神彩花（2019年9月30日 - 2020年3月27日）
- 高畑誠（気象予報士、2005年4月 - 2014年3月、2019年10月3日 - 2020年3月27日）

その他
- 畑嶋恵理奈（火 - 金曜スポーツコーナー担当、元RSK専属契約アナウンサー）
- 今脇聡子（土曜担当、元RSKアナウンサー）
- 山下真規恵（日曜担当、元RSKアナウンサー）
- 小沢典子（元RSKスポーツ・国会報告ほか、元RSKアナウンサー・報道記者兼務。2008年4月 - 2009年3月）
- 奥富亮子（土曜・日曜担当、RSKアナウンサー）
- 清水春樹（元RSKアナウンサー兼報道記者） 2009年4月から7月初旬までサブキャスターの1人として「ニュースラインナップ」を担当していた。
- 田中大貴（2020年3月30日 - 2021年3月6日） 月曜 - 水曜、土曜　2020年3月27日までは平日スポーツ担当、2021年1月4日から2021年3月5日までは平日スポーツ担当
- 伊藤正弘

## 主なコーナー

### 基本タイムテーブル
※下記の時間は目安。2023年10月時点のもの。
平日
- 18:15 オープニング / エリアのニュース
- 18:28 提供クレジット、CM①
- 18:30 特集
  - エリアのスポーツ（月曜）
  - どうにかならぬか（火曜）
  - 経済ニュース（金曜）
- 18:36 CM②
- 18:38 エリアのニュース
- 18:42 CM③
- 18:43 エリアのニュース
- 18:45 『VOICE de GO!』および『RSK地域スペシャル メッセージ』の予告（水曜でかつ番組が放送される場合のみ）
- 18:46 『笑味ちゃん天気予報』の予告、エンディング[1]
- 18:47 CM④
- 18:49.45 クロージング
  - お天気カメラの映像をバックに提供クレジットとエンドカードが表示され終了する。
- 18:50 放送終了、ステブレレスで『笑味ちゃん天気予報』に接続

土曜
- 17:15 オープニング・エリアのニュース
- 17:20 国会報告
- 17:27 エリアのニュース・天気
- 17:28 ENDクレジット

日曜（『Nスタ』に内包される直前の2011年9月時点）
- 17:50 オープニング・エリアのニュース
- 17:57 ENDクレジット

### 現在の主なコーナー
どうにかならぬか
視聴者参加・出演コーナーである。
山陽TV時代の1982年から不定期で開始され、それから1993年以降原則毎週月曜に放送されるようになる。現在は火曜などに不定期放送されている。
主に交通問題から不法投棄や行政サービスに至るまで視聴者から寄せられた投稿を元に、実際に現場まで出向き実態を調査し、行政や企業に問いかけるもの。事実このコーナーが放送された翌日に改善の動きが始まることもあり一定の評価がある。年末にはその年に紹介した中からいくつかピックアップして改善されたかどうかをもう一度現場に出向きチェックしている。放送された事例が改善された場合には「どうにかなった」というタイトルで月曜日以外でもニュース枠にて放送している。このコーナーの模様は以前公式ページにて動画配信されていたが、2013年10月現在は行われていない。また、TBS NEWS・「ミッドナイトバード」（0時から3時台の主として45分ごろからのパート）でも各地の放送局からのニュース・話題の一環として随時全国向け放送される機会がある。
よく似た趣旨のものとしては平日夜の報道番組『news23』の「調査報道23時」（TBSテレビ）と関西ローカル向けで同時間帯に放送されている報道・情報バラエティ番組『よんチャンTV』（毎日放送）の月曜企画「憤マン!」と水曜企画「特命取材班 スクープ」がある。
スポーツ（月曜 - 金曜）
エリアのみならず全国・海外のスポーツ情報も伝える。
全国のスポーツニュースについては2008年9月までは「TBS NEWS」等の映像を流用していた。
プロ野球の途中経過はフリップボードで紹介。コーナーがない日もある。
2008年3月28日までは『イブニングスポーツ』、3月31日から9月26日までは『RSKスポーツ』のコーナー名で放送。
2008年9月29日よりTBS発のスポーツコーナーを同時ネットするため一旦終了したが、2009年4月6日からは前半に『総力報道!THE NEWS』第1部関東ローカル枠内のコーナー「THE NEWSカワラBANG6」のスポーツニュース部分→「THE SPORTS」のコーナーを録画ネットしたものを放送し、後半はプロ野球の途中経過・結果等やエリアのスポーツニュースを放送する形になった（なお、たまに時間の都合上、エリアのスポーツニュースのみの場合もある）。
現在（2017年 - ）は次の通りである。
コーナー開始冒頭にファジアーノ岡山FCや岡山シーガルズなどの地元チームの試合結果が放送される。その後、JNNスポーツと言ってNスタのスポーツコーナーのVTRの部分だけが放送される。地元チームの部分が無い場合は、続いてはJNNスポーツです。と言ってVTRに入る。
国会報告（土曜日）
土曜版の核となるもの。衆参両院の地元選出（ほとんどは岡山選出で香川選出の議員が登場することは少ない）国会議員が近況や現状を報告し今後の抱負を述べる。2020年頃からは新型コロナ対策の観点からスタジオ出演または東京からのオンライン出演のどちらかとなる。2007年4月から一時期、国会議員以外の岡山・香川で活躍している方々にインタビューする「土曜インタビュー」だったが夏頃には元の「国会報告」に戻った。2009年現在は、「国会報告」の無い週に「土曜インタビュー」を行っている。（※）。
（※）『秋山豊寛のどんぶらこ』『ニュースワイドTake5』時代は「国会報告」のコーナーはなかったが、その代わり毎月1回程度、地元選出国会議員をメインコーナーのゲストに迎えていた。

### 過去に放送されたコーナー
香川県関係のニュース（月曜 - 金曜、特にタイトルはないので便宜上）
2007年4月より。3月まで『イブニングDonDon』で実施していた四国支社からの香川県関係のニュースを伝えるコーナー（岡山本社で伝えられるニュースもある）で、四国支社1階のテレビスタジオ（RSKおりーぶスタジオ）から放送する（地上デジタル放送では16:9SDの映像）。なお、2007年4 - 5月の間は、移転前の旧四国支社報道部から伝えていた（地上デジタルテレビ放送では4:3SDの映像をアップコンバートした映像を放送）。2007年11月以降、岡山に一本化され廃止。
週末お出かけ羅針盤（金曜日）
岡山・香川エリアにおける週末のおすすめスポットを紹介していたが、2009年3月27日に終了した。後継コーナーは「辻文香のタイムスリップ　おかやま映像玉手箱」。
辻文香のタイムスリップ　おかやま映像玉手箱（金曜日）
山陽放送が開局して間もない頃に取材した、岡山県内の懐かしい映像を辻文香（RSKアナウンサー、報道記者兼務）が紹介（当時、香川県との相互乗り入れ放送は実施されていない）していたが2010年3月26日で終了。
ニュースラインナップ（月曜 - 金曜）
2009年4月より、サブキャスターが最新のニュース（主に放送時間が短めのニュース）を本社報道フロアより伝えるようになった。項目は3 - 5本程度だったが、2009年7月初旬に終了し、上記の最新ニュースも2009年3月まで行ったキャスターが直接伝える従来の形に戻した。
キャラバン中継（2009年3月30日 - 4月3日）
2009年春改編の初週、当番組および『イブニングDonDon』のキャスター陣がスタジオを飛び出し、エリア内各地からキャラバン中継する形で放送された。場所は同年3月30日に香川県豊島、31日に倉敷美観地区、4月1日に高松市栗林公園など。一部のニュースは本社報道フロアから伝えられた。
THIS WEEK 〜ニュースこの1週間〜（金曜日）
キーワード1文字をフリップで示し、その後、前週の金曜から今週木曜までの1週間のエリアのニュースを映像とテロップで振り返る。
気象情報（月曜 - 金曜）
月曜・水曜・金曜には「ヤン坊マー坊天気予報」として放送（火曜・木曜・土曜にはRNCが放送）。2011年4月より、月 - 水曜は「大寺かおり気象情報」、木・金曜は「高畑誠の気象情報」として放送。前半は天気にまつわる話題を紹介し、後半は明日のエリアの天気予報を伝える。なお、不定期で高畑が出演しない場合、大寺が明日のエリアの天気予報を伝える（前半部分を録画で放送する場合もある）。
高畑は2006年4月から1年間は月曜日のみ、2010年10月以降の隔週水曜出演している『イブニングDonDon』の関係で高松（四国支社）から放送（一部例外あり）。
なお、長らく放送してきたヤンマー協賛のヤン坊マー坊天気予報は、2014年3月28日の放送をもって終了した。それと同時にイブニングニュースの中で天気予報を伝えることも廃止した。翌週の31日からは協賛をJAグループに切り替え、『笑味ちゃん天気予報』と題した番組として独立する。放送時間はイブニングニュース終了後すぐの18:50から。
7月頃からは18:30に簡単な明日の天気を流している。天気画面に「6時50分から笑味ちゃん天気予報」と予告テロップ・ロゴが挿入される。

## 備考

### タイトルについて
2005年3月28日にTBSで『イブニング・ファイブ』（以下：e5）・『JNNイブニング・ニュース』（以下：eN）が放送を開始したのを期に『RSKイブニングニュース』に改題された。
名称変更のタイミングが『eN』の放送開始と同時であるが、「イブニングニュース」を名乗って放送を開始したのはRSKの方が30年以上先で、全国ニュースのほうが同じタイトルに合わせてきたという珍しいケースである（そのため、ロゴも全国版とは異なる独自のものだった）。このようなケースは他に、『RBC THE NEWS』（琉球放送）と『総力報道!THE NEWS』（以下：総力報道〜、『e5』『eN』の後継番組でもある）の例がある。
また、2009年3月27日の『e5』・『eN』両番組の放送終了まで、両番組を内包しない別番組であった。
岡山・香川圏を放送エリアとする民放5局が放送する平日夕方のローカルワイドニュース番組の中では、『総力報道〜』の放送開始まで、この番組とテレビせとうちの『ザニュースTSC』は（前述の理由で全国ネット番組と似たタイトルを名乗りつつも）全国ネット番組のタイトルにローカル局名を冠せた夕方ローカルワイド番組でなく、全国ネット番組に内包されていなかった。『総力報道〜』の放送開始に伴う編成変更により、『ザニュースTSC』を除く岡山・香川民放4局のローカルニュース番組が、全国ニュース番組に内包されることとなった。
こういう事情から、番組表では「全国ニュースの題名（ニュースの森→（THE・）NEWS）+イブニング（N）」と掲載されていた。なお、全国ニュースが『JNNイブニング・ニュース』としていた時代（2005年4月から2009年3月）にはタイトルが同じなので「イブニングニュース」として掲載されていた。2009年9月28日以後は全国ニュースを形式上内包していないので、再び「イブニング（N）」と表記している。
2011年度の平日は本番組と『RSKイブニング5時』・『Nスタ』を一括内包した『RSKイブニング』の第3部として放送。公式サイト・新聞・EPG番組表でも本番組は『RSKイブニング ニュース』。そして『イブニング5時』は『RSKイブニング 5時』、『Nスタ』は『RSKイブニング Nスタ』と表記されていた。

### その他
クール・ビズの導入
2008年から2012年の夏季（年によって主に6月 - 9月頃）は男性キャスター陣が上着を着用しない、クール・ビズを取り入れていた。ただし2008年と2009年については半袖Yシャツ・ネクタイ姿で出演していた。
番組公式Twitter開設
2010年4月1日、番組の公式Twitterが開設された。報道部記者や番組キャスターのアナウンサーが仕事の合間で書き込みを行ない、当日の番組の予告やニュース・気象速報、取材の裏話等が書き込まれる。
番組開始40周年記念特別番組の放送
2011年10月に山陽放送で『イブニングニュース』が放送開始されて40周年を迎えた。これを記念して、10月6日（16:00 - 17:00）に『40歳のイブニングニュース』と題した特別番組が放送された。